# Sèrie GeForce 200

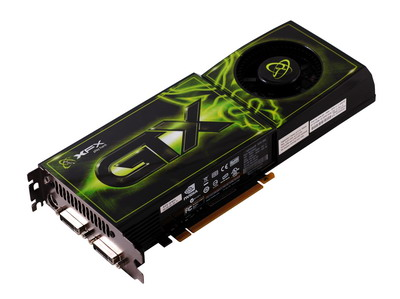
Un XFX GTX 260

La sèrie GeForce 200 és una sèrie d'unitats de processament de gràfics GeForce basades en Tesla desenvolupades per Nvidia.

## Arquitectura
La sèrie GeForce 200 va presentar la segona generació de Tesla (microarquitectura) de Nvidia, l'arquitectura d'ombres unificada de Nvidia; la primera actualització important des que es va introduir amb la sèrie GeForce 8.
La GeForce GTX 280 i la GTX 260 es basen en el mateix nucli de processador. Durant el procés de fabricació, els xips GTX es van agrupar i es van separar mitjançant proves de defectes de la funcionalitat lògica del nucli. Els que no compleixen l'especificació de maquinari GTX 280 es tornen a provar i es classifiquen com a GTX 260 (que s'especifica amb menys processadors de flux, menys ROP i un bus de memòria més estret).
A finals de 2008, Nvidia va tornar a llançar la GTX 260 amb 216 processadors de flux, davant dels 192. Efectivament, hi havia dues targetes GTX 260 en producció amb diferències de rendiment no trivials.
Les GPU de la sèrie GeForce 200 (GPU GT200a/b), excloent les GPU GeForce GTS 250 i GTS 240 (són GPU G92b més antigues), tenen suport de doble precisió per utilitzar-les en aplicacions GPGPU. Les GPU GT200 també tenen un rendiment millorat en l'ombrejat de la geometria.
A Agost 2018, the GT200 is the seventh largest commercial GPU ever constructed, consisting of 1.4 billion transistors covering a 576 mm² die surface area built on a 65 nm process. It is the fifth largest CMOS-logic chip that has been fabricated at the TSMC foundry. The GeForce 400 Series have since superseded the GT200 chips in transistor count, but the original GT200 dies still exceed the GF100 die size. It is larger than even the Kepler-based GK210 GPU used in the Tesla K80, which has 7.1 billion transistors on a 561 mm² die manufactured in 28 nm. The Ampere GA100 is currently the largest commercial GPU ever fabricated at 826 mm² with 54.2 billion transistors.
Nvidia va anunciar i llançar oficialment la versió minorista de les anteriors GeForce 210 (GT218 GPU) i GeForce GT 220 (GT216 GPU) només OEM el 12 d'octubre de 2009. Nvidia va anunciar i llançar oficialment la GeForce GT 240 (GT215 GPU) el 17 de novembre de 2009. Les noves GPU de 40 nm inclouen el nou maquinari descodificador PureVideo HD VP4, ja que les GPU GeForce 8 i 9 més antigues només tenen PureVideo HD VP2 o VP3 (G98). També admeten la capacitat de càlcul 1.2, mentre que les GPU GeForce 8 i 9 anteriors només admeten la capacitat de càlcul 1.1. Totes les GPU GT21x també contenen un processador d'àudio a l'interior i admeten sortida LPCM de 8 canals mitjançant HDMI.